# Cröbern

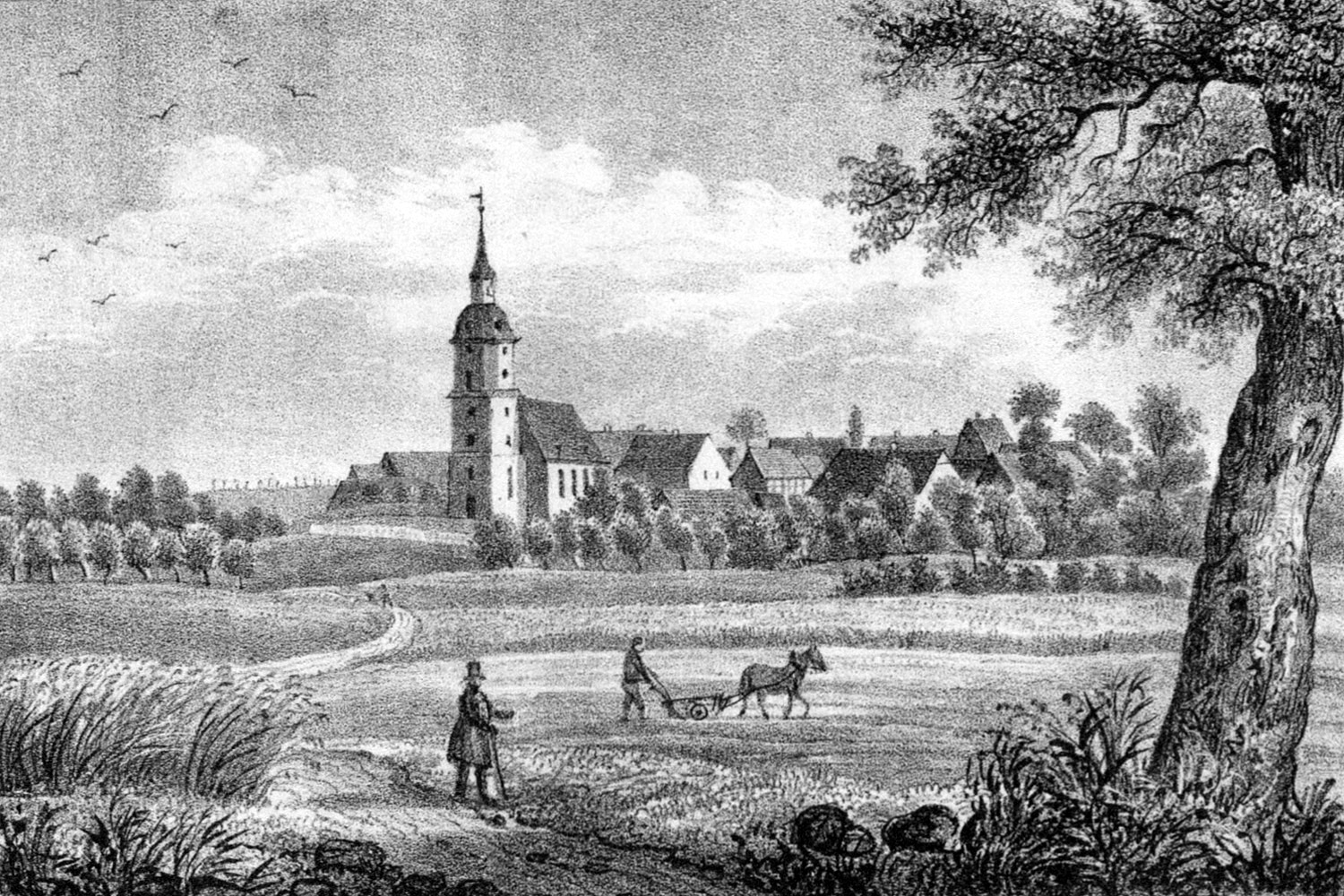
Cröbern um 1840

Cröbern war ein Dorf südlich von Leipzig. Es gehörte administrativ zum Kreis Leipzig-Land im Bezirk Leipzig. Seit 1923 gehörten das benachbarte Dorf und Rittergut Crostewitz zu Cröbern. Zwischen 1967 und 1982 musste das gesamte Dorf dem Braunkohlebergbau weichen und wurde durch den Tagebau Espenhain überbaggert. Die Flur beider Orte gehört seit 1973 zu Markkleeberg.

Cröbern und Crostewitz auf einer Karte von 1907

## Lage
Cröbern lag etwa zehn Kilometer südlich des Stadtzentrum von Leipzig und zweieinhalb Kilometer südlich von Markkleeberg-Ost. Der als Sackgassendorf ausgebildete alte Ortskern erhob sich auf einem sanft ansteigenden Hügel rechtsseitig des in einem breiten Wiesental verlaufenden Baches Gösel, einem Nebenfluss der Pleiße. Durch Cröbern verlief im Mittelalter die alte Handelsstraße Via Imperii von Leipzig nach Nürnberg und später die Poststraße auf gleicher Route, die aber mit dem Bau der Fernstraße über Magdeborn (später F95) ihre Bedeutung verlor.
Zwischen Cröbern und Markkleeberg-Ost, jedoch etwa 400 Meter westlich von deren Verbindungsstraße und ebenfalls an der Gösel, lag der eingemeindete Ortsteil Crostewitz, ein Gassendorf mit Rittergut. In seiner Flur lag die wüste Mark Getzelau.
Die Nachbarorte von Cröbern waren von Norden im Uhrzeigersinn Markkleeberg, Wachau, Güldengossa, Magdeborn, Zehmen, Großdeuben und Gaschwitz.

## Geschichte

### Das Rittergut Crostewitz

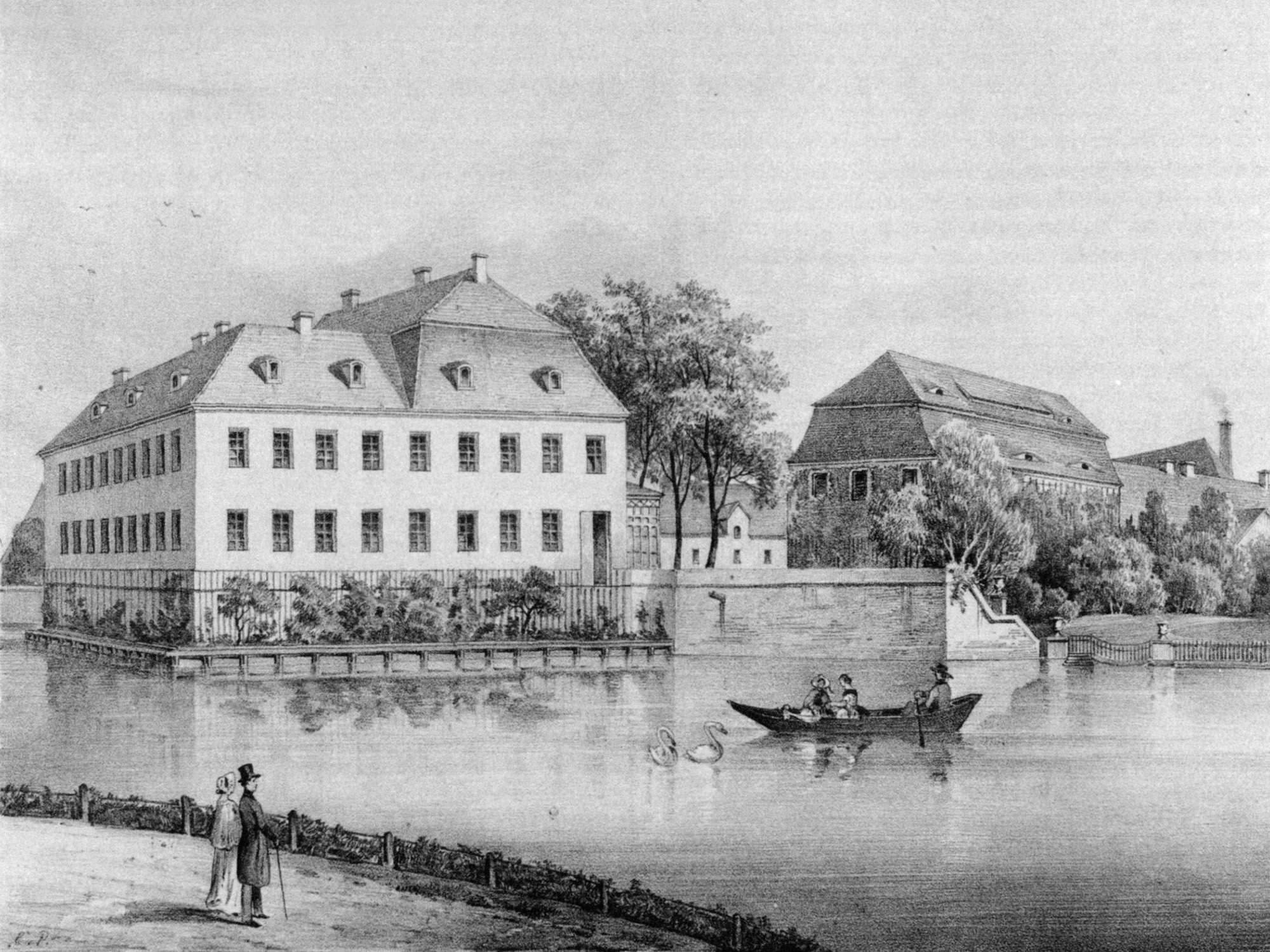
Das Herrenhaus des Rittergutes Crostewitz um 1860

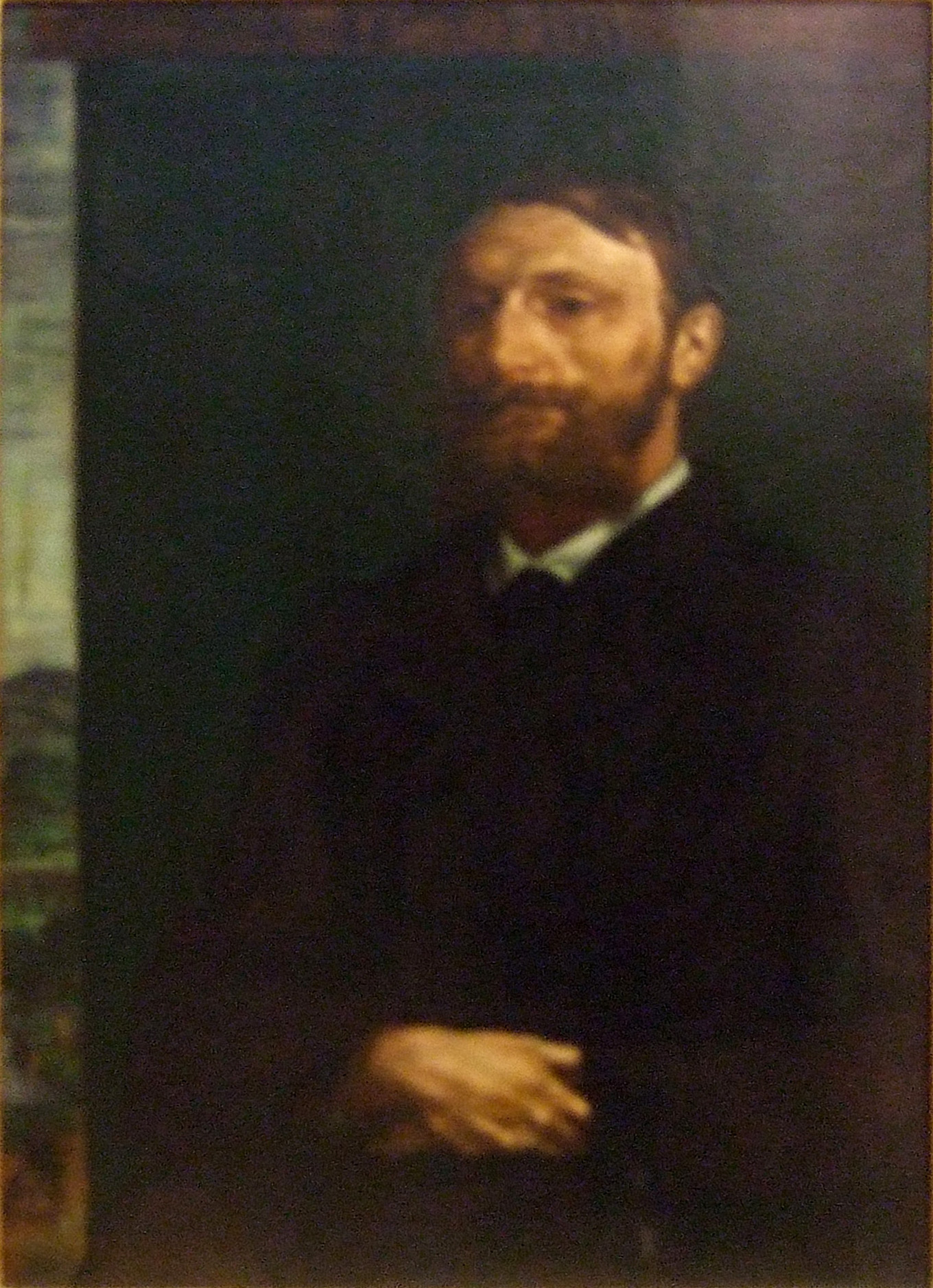
Konrad Fiedler, Gemälde von Hans von Marées

In einer Abhandlung zum Rittergut Crostewitz von 1860 wird vermutet, dass kriegsbewährte Kämpfer um das Jahr 1000 im Gau Chutizi als Aufseher über die slawischen Dörfer eingesetzt wurden. Diese befestigten ihr Eigentum, was schließlich so auch zum Rittergut Crostewitz geführt haben soll.
Crostewitz wurde 1285 erstmals als Herrensitz erwähnt, Ende des 15. Jahrhunderts als Rittersitz und 1551 als Rittergut. Der Name entwickelte sich von Kroznewitz (1285) über Krossenwicz (1350), Krostewicz (1451), Crostwitz (1488) und Croßwitz (1526) zu Crostewitz (1753). Die ersten namentlich bekannten Besitzer des Rittergutes waren die Herren von Zehmen. Über die Herren von Mordeisen und Turk von Krostewitz kam es 1612 in den Besitz der Familie von Breitenbuch, von denen es 1651 Herr Johann Jakob Pantzer (Epitaph in der ehemaligen Universitätskirche Leipzig) erwarb, der es 1673 an den Herrn Rupert Sulzberger verkaufte. Ab 1725 gehörte es Peter Hohmann Edler von Hohenthal, der es über zwei Generationen vererbte. Über die Gebrüder Meinert, Fabrikherren aus Oelsnitz/Erzgeb. (1834) kam es 1849 in den Besitz der Familie Fiedler, ebenfalls aus Oelsnitz/Erzgeb., die es bis 1945 behielten.
Nach dem Tod von Hermann Fiedler (1811–1854), der das Vermögen zum Gutskauf in der Textilbranche erworben hatte, führte zunächst seine Witwe das Gut, bis es der Sohn Philipp Fiedler übernahm. Dieser sowie sein Bruder Konrad Fiedler waren beide kunstbeflissen. Philipp dichtete und Konrad war einer der bedeutendsten deutschen Kunsttheoretiker des 19. Jahrhunderts und Kunstmäzen. Crostewitz entwickelte sich in dieser Zeit zu einem schöngeistigen Zentrum, wo Künstler aller Genres verkehrten. Zum Beispiel weilte und arbeitete der Maler Hans von Marées auf Einladung von Konrad Fiedler für einige Zeit in Crostewitz.
Letzter Besitzer von Crostewitz war Philipps Sohn Dr. Martin Fiedler. Er und sein jüngerer Bruder Wolfgang wurden nach der Enteignung durch die Bodenreform 1945 mittellos vom Gut vertrieben. Das barocke Herrenhaus wurde ohne jede Rettung von Kunstwerten abgebrochen und als Baumaterial für Neubauernhäuser verwendet. Der Gutsteich wurde zum Müllabladeplatz bestimmt und damit ein ansprechendes Landschaftsbild vernichtet.

### Die Dörfer Cröbern und Crostewitz

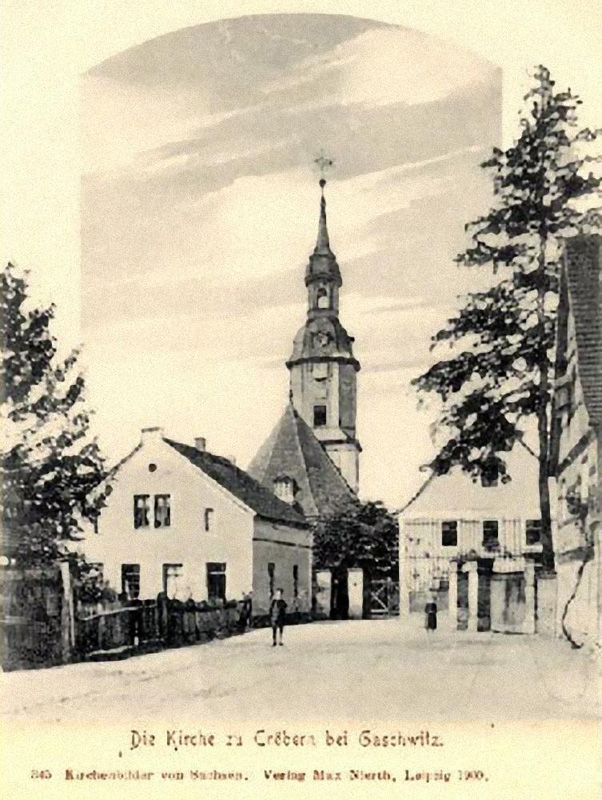
Die Cröberner Kirche um 1900

Cröbern wurde 1350 erstmals als Krobere genannt. Der Name wandelte sich über Krober (1468) und Gröbern (1580) zu Cröbern (1791). 1551 werden für Cröbern 23 Hofbesitzer und 1764 24 solche angegeben. Für Crostewitz sind diese Zahlen 27 und 9. Zwar ist für Cröbern 1445 von einem Rittersitz die Rede, ab 1497 existierte im Dorf aber nur ein Vorwerk, und das Dorf gehörte grundherrschaftlich zu Crostewitz oder Markkleeberg.
Dafür stand aber in Cröbern die Kirche. In ihrer letzten Form wurde sie 1755 eingeweiht. Die Kollatur zu Kirche und Schule von Cröbern, deren Lehrer ab Mitte des 17. Jahrhunderts nachweisbar sind, gehörte dem Rittergut Crostewitz. Eingepfarrt nach Cröbern waren Crostewitz und das anderthalb Kilometer östlich von Crostewitz gelegene Vorwerk Auenhain. Auch verwaltungsmäßig gehörte das Vorwerk Auenhain bis 1922 zu Cröbern, bevor es zu Wachau wechselte. Stattdessen kam nun 1923 Crostewitz zu Cröbern. Cröbern und Crostewitz mit der wüsten Mark Getzelau lagen bis 1856 im kursächsischen bzw. königlich-sächsischen Kreisamt Leipzig. Ab 1856 gehörten beide Orte zum Gerichtsamt Leipzig II und ab 1875 zur Amtshauptmannschaft Leipzig.
Die Tage der Völkerschlacht bei Leipzig 1813 waren wie für die ganze Umgebung so auch für Cröbern und Crostewitz Tage des Schreckens und großer Verluste. Fast alle Einwohner brachten sich auf der anderen Seite der Pleiße in Gaschwitz in Sicherheit. Der bis ins 19. Jahrhundert rein bäuerliche Charakter von Cröbern und Crostewitz änderte sich zu Beginn des 20. Jahrhunderts insofern, als in Cröberns Norden und Westen (Straße nach Gaschwitz, Hopfenberg) Siedlungshäuser und Villen entstanden und Cröbern zum Teil nun auch den Charakter einer Wohnsiedlung annahm.
Ab 1967 begann die Umsiedlung der Bevölkerung von Cröbern und Crostewitz, da die gesamte Fläche im Aufschlussbereiches des Tagebaus Espenhain lag. Die Gebäude wurden abgerissen und das Gelände überbaggert. Aus der Kirche wurde die wertvolle Friederici-Orgel gerettet – sie erklingt seitdem in der Katharinenkirche von Großdeuben. Auch fand eine Empore ein neues Zuhause in der Kirche Schmannewitz. Der Altar befindet sich in der Kirche Frankenau bei Mittweida. Die Fläche von Cröbern wurde am 12. Januar 1973 nach Markkleeberg umgegliedert. Crostewitz war zwischen 1967 und 1972 von der Devastierung betroffen, zwischen 1966 und 1972 Cröbern, die wüste Mark Getzelau folgte ab 1978.
Die Entwicklung der Einwohnerzahl von Cröbern und Crostewitz

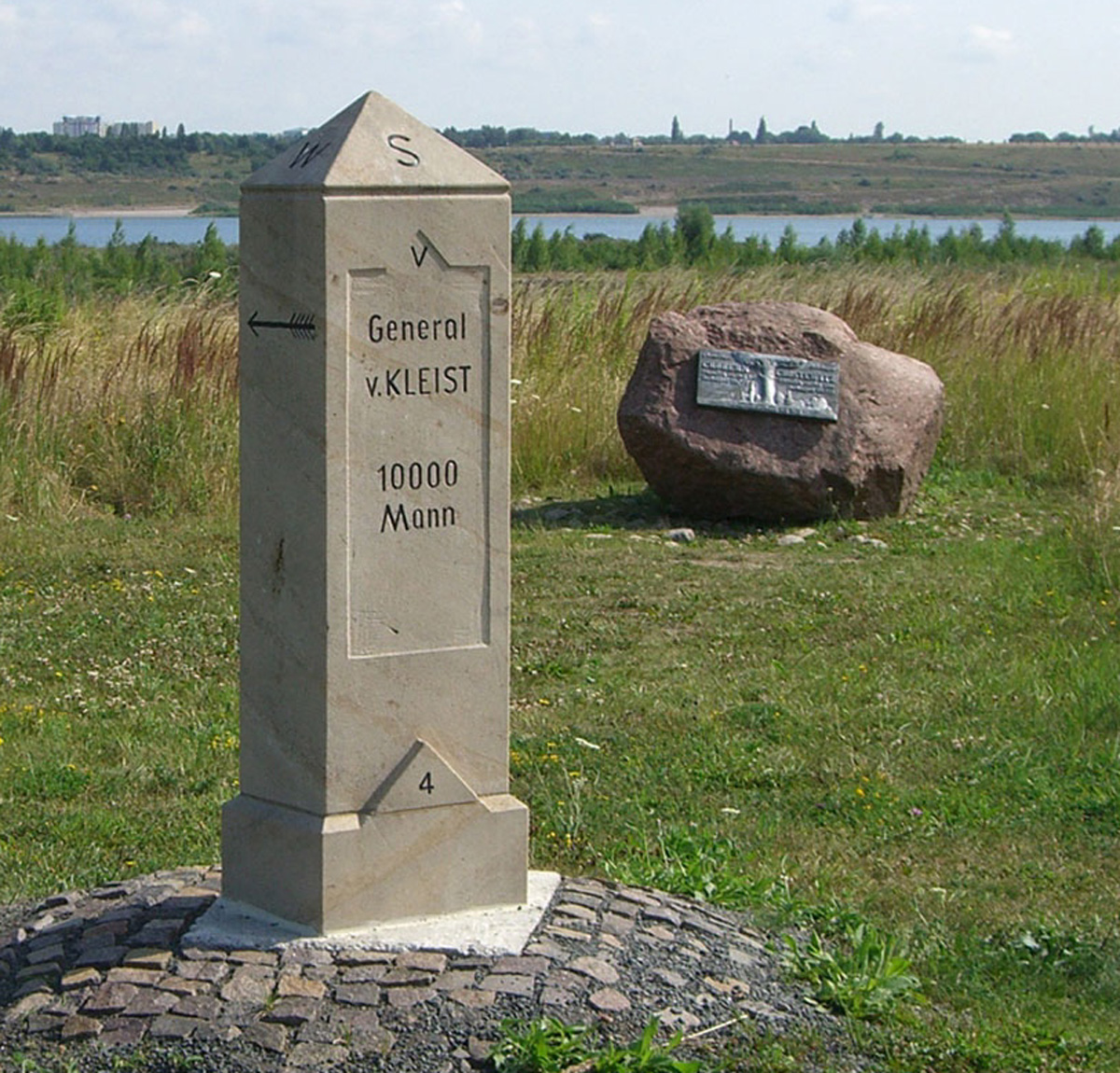
An der Crostewitzer Höhe mit Apelstein und Cröbern-Gedenkstein

| Jahr       | 1834 | 1871 | 1890 | 1910 | 1925 | 1939 | 1946 | 1950 | 1964 | 1967 |
| Crostewitz | 377  | 400  | 477  | 605  |      |      |      |      |      |      |
| Cröbern    | 290  | 309  | 473  | 645  | 1252 | 1636 | 1845 | 1851 | 1596 | 1750 |

## Heute
Weite Teile des ehemaligen Tagebaus Espenhain wurden nach der Auskohlung mit Abraum verfüllt, mit Mutterboden bedeckt und einer weiteren Nutzung durch Feld, Wiese oder Wald zugeführt. So auch der Bereich des ehemaligen Cröbern.
Das ehemalige Gebiet von Cröbern und Crostewitz befindet sich heute innerhalb des vom Markkleeberger See, der Autobahn A38 und der Bundesstraße 2 begrenzten Bereiches. An Crostewitz erinnert ein am Rundweg um den Markkleeberger See gelegener Rastplatz mit der Bezeichnung „Crostewitzer Höhe“. Etwa von hier bis zum Seeufer erstreckte sich Crostewitz. An der Crostewitzer Höhe befindet sich auch der an die Völkerschlacht bei Leipzig erinnernde Apelstein Nr. 4, der früher nördlich von Cröbern stand, und ein Erinnerungsstein an Cröbern und Crostewitz.
Südsüdöstlich davon, im jung bewaldeten Gebiet auf halber Entfernung zur A38 war Cröbern. Irreführend ist die Bezeichnung der südlich der Autobahn befindlichen Deponie Cröbern. Diese liegt auf den Flächen von Sestewitz und Dechwitz, ehemaligen Ortsteilen von Magdeborn.

## Rekonstruktion Cröbern 1813
Eine Gruppe um den Eschweiler Modellbauer Wolfgang Meyer schuf in den Jahren 2006 bis 2013 eine detailgenaue Rekonstruktion des Dorfes und der umliegenden Landschaft zur Zeit der Völkerschlacht. Das über 50 m² große Diorama im Maßstadt 1:72 rekonstruiert historisch getreu neben der Geländesituation, Wald, Wiesen und Gewässern um das Dorf, auch sämtliche Gebäude, darunter die Cröberner Kirche. Es stellt den Zeitpunkt der Evakuierung des Dorfes vor einem entscheidenden Moment des Kampfgeschehens am 16. Oktober 1813 mit ca. 20.000 (vollplastischen) Figuren dar. Das Diorama war während der Feierlichkeiten zum 200. Jahrestag der Völkerschlacht am Torhaus Markkleeberg zu sehen.

## Persönlichkeiten
- Carl Flemming (1806–1878), Verleger und Buchhändler
- Konrad Fiedler (1841–1895), Kunsttheoretiker und Mäzen, entstammte der Besitzerfamilie des Gutes Crostewitz
- Kurt Wilhelm-Kästner (1893–1976), Kunsthistoriker und Hochschullehrer
- Teo Barth (1931–2022), Fußballspieler und Sportmediziner
- Arno Zerbe (1941–2012), Fußballspieler beim 1. FC Lokomotive Leipzig, verbrachte seine Kindheit in Cröbern
- Gunther Schmäche, eine Radio-Comedyfigur, welche nach eigenen Angaben des deutschen Radiomoderators und Erfinders dieser Kunstfigur, Jan Schlegel, 1943 in Cröbern geboren wurde.